# Bisbat d'Ensenada
El bisbat d'Ensenada (castellà:  Diócesis de Ensenada, llatí: Dioecesis Sinuensis) és una seu de l'Església Catòlica a Mèxic, sufragània de l'arquebisbat de Tijuana, i que pertany a la regió eclesiàstica Noroeste. L'any 2014 tenia 447.000 batejats sobre una població de 567.000 habitants. Actualment està regida pel bisbe Rafael Valdéz Torres.

## Territori
La diòcesi es troba a la part septentrional de l'estat mexicà de la Baixa Califòrnia, i comprèn únicament el municipi d'Ensenada, el més gran de Mèxic.
La seu episcopal és la ciutat d'Ensenada, on es troba la catedral de la Mare de Déu de Guadalupe.
El territori s'estén sobre 52.646 km², i està dividit en 28 parròquies.

## Història
La diòcesi va ser erigida el 27 de gener de 2007, mitjançant la butlla Venerabiles Fratres del Papa Benet XVI, prenent el territori del bisbat de Mexicali i de l'arquebisbat de Tijuana.

## Cronologia episcopal
- Sigifredo Noriega Barceló (27 de gener de 2007 - 2 d'agost de 2012 nomenat bisbe de Zacatecas)
- Rafael Valdéz Torres, des del 21 de maig de 2013

## Estadístiques
A finals del 2013, la diòcesi tenia 447.000 batejats sobre una població de 567.000 persones, equivalent al 78,8% del total.
| any  | població | població | població | sacerdots | sacerdots       | sacerdots       | sacerdots             | diaques | religiosos | religiosos | parròquies |
| ---- | -------- | -------- | -------- | --------- | --------------- | --------------- | --------------------- | ------- | ---------- | ---------- | ---------- |
| any  | batejats | total    | %        | total     | clergat secular | clergat regular | batejats por sacerdot | diaques | homes      | dones      |            |
| 2007 | 621.346  | 658.899  | 94,3     | 43        | 25              | 18              | 14.449                |         |            | 72         | 23         |
| 2012 | 443.000  | 562.000  | 78,8     | 48        | 32              | 16              | 9.229                 |         | 18         | 87         | 28         |
| 2013 | 447.000  | 567.000  | 78,8     | 50        | 32              | 18              | 8.940                 |         | 20         | 71         | 28         |